# Бухта (залив)
Бухта е неголям залив, отделен чрез морски носове или острови.
Притежава вътрешен хидрологичен режим, а във връхната част се формира плаж. По българското Черноморско крайбрежие малките заливи на юг от Бургас представляват бухти.